# Црква Светог Николаја Мирликијског чудотворца у Кострошевцима
Црква Светог Николаја Мирликијског чудотворца у Кострошевцима, насељеном месту на територији општине Сурдулица, православни је храм који припада Епархији врањској Српске православне цркве.
Време градње цркве посвећене Светом Николају Мирликијском чудотворцу није позната, али се за годину изградње узима 1870. година, према записима у црквеним богослужбеним књигама. Црква је једнобродна грађевина, са полукружном олтарском апсидом и у њој се налази иконостас са 19 икона.